# Marcel Brion
Marcel Brion (n. 21 noiembrie 1895, Marsilia – d. 23 octombrie 1984, Paris) a fost un scriitor, eseist și istoric de artă francez. Specialist în Renașterea italiană și în romantismul german, a devenit membru al Academiei Franceze în 1964.

## Viața

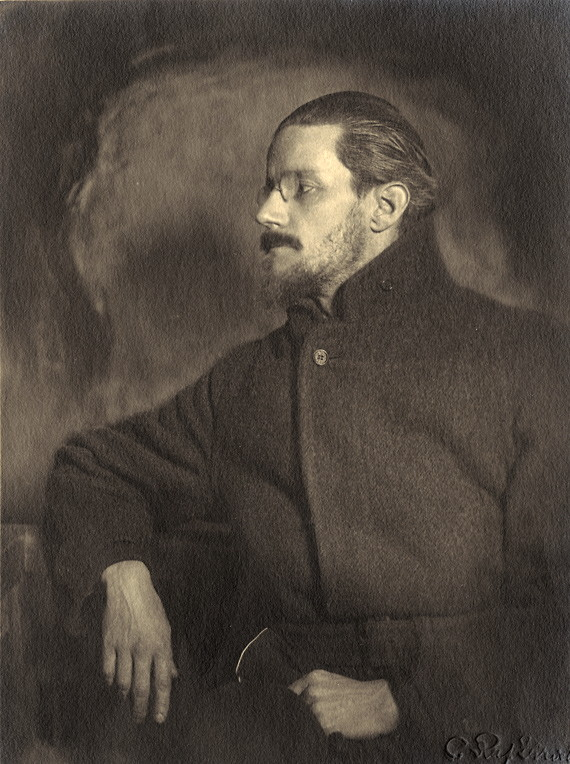
James Joyce.

Fiu de avocat, Marcel Brion i-a avut ca și colegi, în clasa a șasea la Liceul Thiers din Marsilia, pe Marcel Pagnol și Albert Cohen. După terminarea studiilor secundare la Colegiul Champittet, în Elveția, a urmat dreptul la facultatea din Aix-en-Provence. Avocat în baroul din Marsilia între 1920 și 1924, își abandonează cariera juridică pentru a se dedica literaturii.
Provenit dintr-o familie de origine provensală și irlandeză, numele său reprezintă transformarea în franceză a irlandetului „O'Brion”. Dubla moștenire culturală a jucat un rol important în atracția resimțită pentru culturi străine și gustul pentru călătorii, lăsându-și spritul independent să colinde liber lumea. Universul său romanesc, precum și activitatea de critic literar și artistic, s-au hrănit din curiozitatea față de necunoscut.
Colaborator regulat la La Revue des Deux Mondes și Les Nouvelles littéraires, Marcel Brion a condus timp de douăzeci de ani rubrica de literatură străină da cotidianului Le Monde. El a adus în atenția publicului francez autori ca Rainer Maria Rilke, James Joyce, sau Dino Buzzati. În legătură cu acest lucru, Marcel Schneider a făcut următorul comentariu:
„:Marcel Brion a însemnat Europa înainte de toate. Cunoștea șapte limbi de circulație internațională vorbite în Occident și le folosea pentru a descoperi talente. A știut să aleagă și nu a greșit”
În acest spirit european, cosmopolit, l-a cunoscur pe filozoful Xavier Tilliette, cu care atât el, cât și soția sa, Liliane, au rămas legați de o prietenie durabilă.
După o tentativă eșuată în 1962 de a intra în Academia Franceză, el a fost ales în 1964 în locul răposatului Jean-Louis Vaudoyer.
La moartea sa, survenită în 1984 la domiciliul său din Paris, strada Bac nr. 32, unde a locuit mai bine de 40 de ani și a scris cea mai mare parte a operelor sale, a lăsat posteritărții peste o sută de lucrări. A fost înmormântat în cimitirul Longs Réages din Meudon.
Fiul său, Patrick Brion, critic și istoric de cinema, este vocea emisiunii Cinéma de minuit de la France 3.

## Distincții
- Ofițer al Legiunii de onoare
- Crucea de război 1914-1918
- Înalt ofițer al Ordinului Național de Merit
- Ofițer al Ordinului de Arte și Litere[6]

## Premii
- 1936 - Premiul Academiei pentru Théodoric, roi des Ostrogoths
- 1938 - Premiul Montyon pentru La résurrection des Villes Mortes
- 1948 - Premiul Academiei pentru Savonarole
- 1953 - Marele Premiu al Literaturii pentru Ensemble de son œuvre[6]

## Opera

### Eseuri

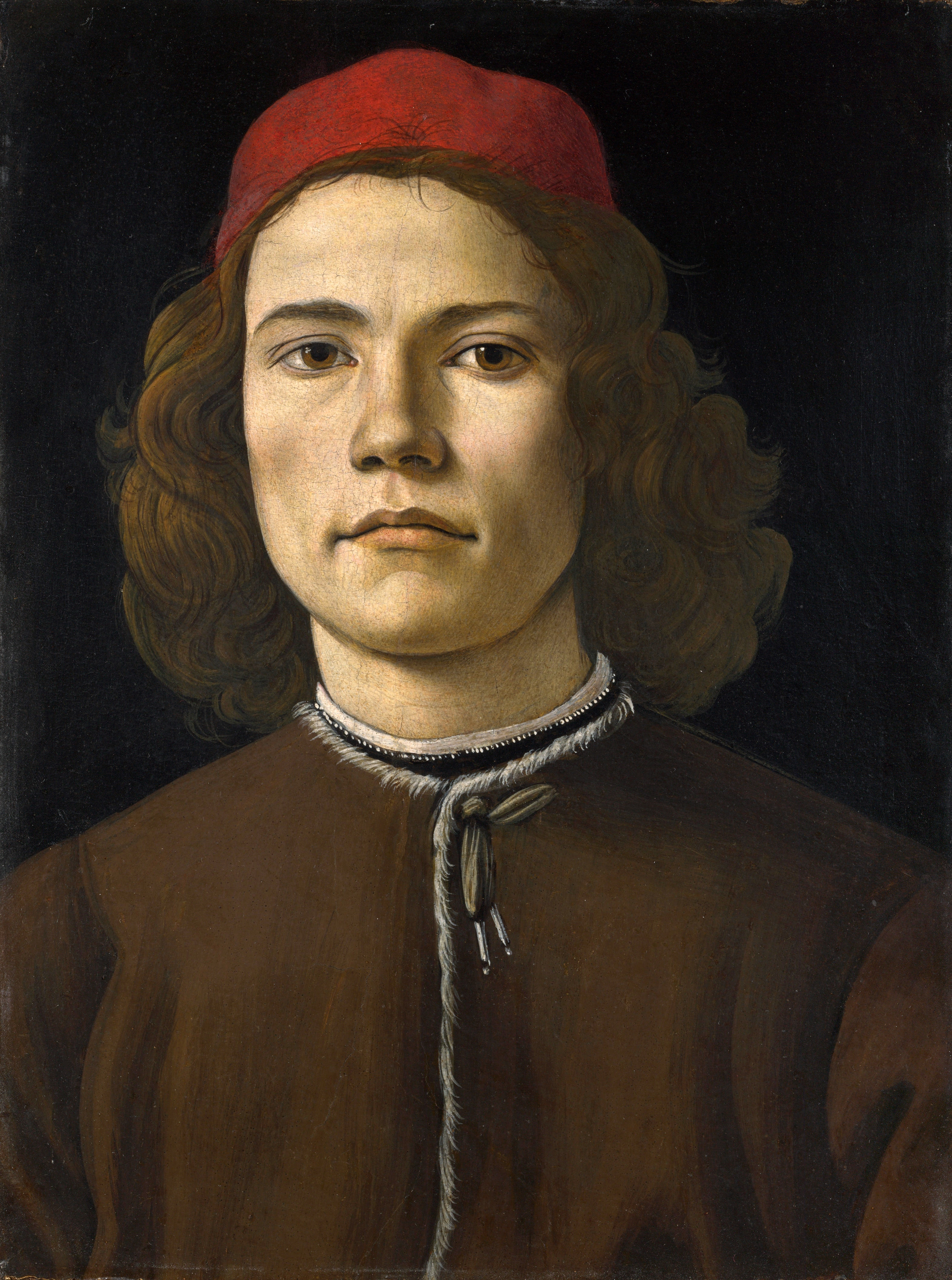
Botticelli, Portretul unui tânăr.

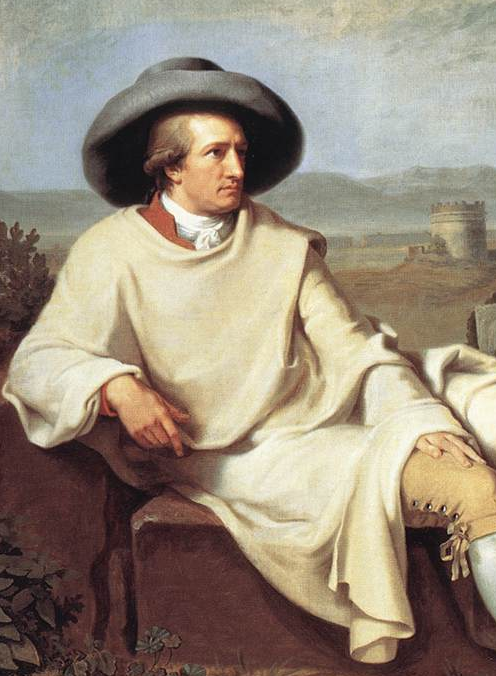
Goethe de Tischbein.

În afara activității sale de istoric al artei, Marcel Brion a fost preocupat înainte de toate de diferitele aspecte ale civilizației europene: muzica (în special cea a lui Mozart), pictura, sculptura, icoanele. Această multitudine de teme și culturi a făcut ca el să fie tradus în Germania, Spania, Portugalia, Italia și Rusia, țări a căror moștenire i-au furnizat materiale pentru articole și cărți pe care chiar el le considera călătorii inițiatice .
El a realizat o serie de opere dedicate artei renascentiste italiene : Giotto (1928), Botticelli (1932), Michelangelo (1939), sau Leonardo da Vinci (1954).
Ca istoric, el abordează în biografiile sale personaje extrem de diverse, ca Frederic al II-lea al Sfântului Imperiu Roman (1948), Lorenzo de' Medici (1937), Niccolò Machiavelli (1948), Las Casas (1928), sau Rudyard Kipling (1929).
Cealaltă componentă majoră a muncii sale de critic și istoric privește Germania și romantismul. În cele patru volume ale lucrării Allemagne romantique, el analizează în special operele lui Heinrich von Kleist, Brentano, Hoffmann, Eichendorff, Hölderlin, Schiller și Achim von Arnim. Tot aici se încadrează și scrierile despre Goethe, Robert Schumann și sufletul romantic, sau sinteza despre fantastic (Arta fantastică, 1961). Începând din anii '50, Marcel Brion s-a consacrat mai mult textelor despre pictura contemporană: Art abstrait (1956), Braque (1963).
Un volum publicat postum, în 1994, Les Labyrinthes du temps: Rencontres et choix d'un Européen, adună articolele scrise de Marcel Brion despre Huysmans, James Joyce, Hofmannsthal, Thomas Mann, Robert Walser, Hermann Hesse și alți autori.

### Ficțiune
„Substanța visului o reprezintă conștientizarea faptului că lipsește ceva”, scria Marcel Brion în romanul Algues (1976). În ambianța incertă a unei „treceri”, în care se amestecă rătăcirea cu îndoiala, nostalgia și fascinația, opera de ficțiune inaugurată în 1929 cu Le Caprice espagnol, culminează cu romane ca Château d'ombres (1943), L'Enchanteur (1965), La Fête de la tour des Âmes (1974), sau volumul de nuvele Les Escales de la haute nuit (1942). În mijlocul unui univers în care frontierele dintre real și imaginar tind să se dizolve, autorul permite ieșirea la lumină a unor personaje misterioase, tragice, care-i dau cititorului senzația pătrunderii într-un clarobscur de sorginte fantastică și, în același timp, ciudat de familiar. În fiecare dintre romanele și nuvelele lui Brion se regăsesc temele visului, a magiei, a hazardului și a necunoscutului.

### Artă și literatură
- Giotto (1928)
- Turner (1929)
- Botticelli (1932)
- Klee (1955)
- Kandinsky (1960)
- L'Œuvre de Balzac (1950-1953) - 16 volume
- Art fantastique (1961)

ro. Arta fantastică - editura Meridiane, 1970
- L'Allemagne romantique (1962-1978) - 4 volume
- Venise (1962)
- L'Art romantique (1963)
- L'Âge d'or de la peinture hollandaise (1964)
- L'Œil, l'esprit et la main du peintre (1966)
- Peinture romantique (1967)
- La Grande Aventure de la peinture religieuse (1968)
- Rembrandt (1969)
- Titien (1971)
- Guardi (1976)
- Goethe (1982)
- Robert Schumann et l'âme romantique (1986)
- Paul Cézanne (1988)
- Art fantastique (1989)
- Michel-Ange (1995)
- Léonard de Vinci (1995)
- Mozart (2006)
- Le Théâtre des esprits (2011)

### Biografii
- Bartolomé de Las Casas, Père des Indiens (1928)
- La Vie d'Attila (1928)
- Rudyard Kipling (1929)
- Théodoric, roi des Ostrogoths (1935) - reeditată în 1979
- Laurent le Magnifique (1937)
- Blanche de Castille (1939)
- Machiavel (1948)

ro. Machiavelli - editura Artemis, 2001
- Frédéric II de Hohenstaufen (1948)
- Le Pape et le Prince - Les Borgia (1953)
- Tamerlan (1999)
- Charles le Téméraire, grand-duc d'Occident (1947) - reeditată în 2006

### Istorie
- Les Mondes antiques (1954) - 9 volume, reeditată în 1977

### Romane și nuvele
- Le Caprice espagnol (1929)
- La Folie Céladon (1935) - reeditat în 1963 și 1989
- Les Escales de la haute nuit (1942) - reeditat în 1971 și 1986
- Un enfant de la terre et du ciel (1943)
- Château d'ombre (1943) - reeditat în 1960
- L’Enchanteur (1947)
- La Chanson de l'Oiseau étranger (1958)
- La Ville de sable (1959)

ro. Orașul nisipurilor - editura Lucman (2002), Pro Editură și Tipografie (2007)
- La Rose de cire (1964)
- De l'autre côté de la forêt (1966)
- Les Miroirs et les gouffres (1968)
- L’Ombre d’un arbre mort (1970)
- Nous avons traversé la montagne (1972)
- La Fête de la tour des âmes (1974)
- Algues - fragment d'un journal intime (1976)
- Les Vaines Montagnes (1985)
- Le Journal d’un visiteur (1980)
- Villa des hasards (1984)
- Ivre d’un rêve historique et brutal (2014)